# 有沢正子
有沢 正子（ありさわ まさこ、1937年1月6日 - 2025年4月21日）は日本の女優。本名は篠山正子。大映時代は山内敬子を名乗る。

## 来歴
東京市渋谷区千駄ヶ谷生まれ。疎開先の栃木県足利市に育ち、栃木県立足利女子高等学校を1956年に卒業。在学中、シオノギのポポンSのCMに出演、ミス松竹に選ばれ松竹に入社。
1957年、木下惠介監督の『喜びも悲しみも幾歳月』で高峰秀子と佐田啓二の娘役でデビュー。大スター高峰そっくりの美貌が注目される。以降、松竹映画で活躍。1960年、大映に入社。社長の永田雅一が所有する大毎オリオンズのトップスター山内一弘にちなみ、山内敬子に改名。いくつかの映画に出演するが、翌1961年に大映を退社し、芸名を有沢正子に戻す。その後はTVの昼メロなどテレビドラマで活躍。1968年以降は映画出演を再び始めたが、1977年からは銀座のバー経営に専念するようになる。
1961年に結婚し、一女をもうけるが、後に離婚。娘の篠山葉子も女優になり、1980年代に活動。1986年に木下惠介監督自身でリメイクした『新・喜びも悲しみも幾歳月』に母と同じ燈台守の娘役で出演したが、のちに芸能界を離れている。

## 主な出演作品

### 映画
- 喜びも悲しみも幾歳月（1957年、松竹、DVD発売） - キネマ旬報ベストテン第3位
- 風前の灯（1957年、松竹、DVD発売）
- 白い炎（1958年、松竹）
- 若い広場（1958年、松竹）
- 恐怖の対決（1958年、松竹）
- 花嫁の抵抗（1958年、松竹）
- 花は嘆かず　第一部・第二部・第三部（1958年、松竹）
- 晴れて今宵は（1959年、松竹）
- 風の中の瞳（1959年、松竹）
- 背中を掻いて頂戴な（1959年、松竹）
- 体当りすれすれ娘（1959年、松竹）
- 自殺を売った男（1959年、松竹）
- 新・二等兵物語　吹けよ神風の巻（1959年、松竹）
- 「グッドナイト」より　真夜中の処女（1959年、松竹）
- 花の幡随院（1959年、松竹）
- 幸福の合唱（1959年、松竹）
- わが古城の町（1959年、松竹）
- 伴淳の駐在日記（1960年、松竹）
- 命との対決（1960年、松竹）
- 白い牙（1960年、松竹）
- 鎮花祭（1960年、大映
- 忠直卿行状記 (1960年)
- 女は夜化粧する（1960年、大映、DVD発売）
- 投資令嬢（1961年、大映）
- 明日を呼ぶ港（1961年、大映）
- 女は二度生まれる（1961年、大映、DVD発売）
- われら劣等生（1965年、松竹）
- 戦後残酷物語（1968年、大映）
- 徳川女系図（1968年、東映）
- 異常性愛記録 ハレンチ（1969年、東映）
- やくざ番外地 抹殺（1969年、日活）
- 愛と誠（1974年、松竹、DVD発売）
- 続・愛と誠（1975年、松竹、DVD発売）
- どんぐりッ子（1976年、東宝）

### テレビドラマ
- 三百六十五夜（1961年、NTV）
- 鉄道公安36号（1963年・65年、NET）
- テレビ指定席 / 青春を谷間に（1964年1月11日、NHK）※映像が現存する
- 水戸黄門 (ブラザー劇場)（1964年〜1965年、TBS）
- 素浪人 月影兵庫 第1シリーズ 第7話「赤鞘だけが知っていた」（1965年、NET）※映像が現存する
- 七人の刑事（1966年、TBS）
- 特別機動捜査隊 （NET）
  - 第252話「雷雨」（1966年8月24日）※映像が現存する
  - 第460話「砂の墓」（1970年8月26日）※映像が現存する
  - 第715話「太陽が憎い」（1975年7月23日）※映像が現存する
  - 第732話「捨て子の詩」（1975年11月19日）※映像が現存する
- 君の名は（1966年〜1967年、NTV）
- あゝ同期の桜（1967年、NET）
- ローンウルフ 一匹狼 第4話「四億円の手帖」（1967年〜1968年、NTV）
- キイハンター（1968年・69年、TBS）
- 河童の三平 妖怪大作戦 第9話「最後の吸血鬼」（1968年〜1969年、NET）- 吸血女　※DVD発売
- 37階の男（1968年、NTV）
- 銭形平次（大川橋蔵 版）（1969年、CX）
- ブラックチェンバー 第13話「バラ色の死刑台」（1969年、CX）
- プロファイター（1969年、NTV）
- サインはV（1969年〜1970年、TBS）-　※DVD発売
- 炎の青春（1969年、NTV）
- プレイガール（1969年・70年・71年、TX）
- 素浪人 花山大吉（1969年〜1970年、NET）
- マキちゃん日記（1969年〜1970年、YTV）
- ライオン奥様劇場/夜のかげろう（1970年、CX / NMC） - 都築菊江
- ゴールドアイ 第26話「国際宝石泥棒」（1970年、NTV）
- 江戸川乱歩シリーズ 明智小五郎（1970年、TX）
- 大江戸捜査網（1970年〜1971年、TX）
- 怪奇十三夜（1971年、NTV）
- 天皇の世紀（1971年、ABC）
- ライオン奥様劇場/禁じられた二人（1971年、CX / NMC）
- 剣道一本（1972年、CX）
- あしたに駈けろ!（1972年、CX）
- 眠狂四郎（1972年〜1973年、CX）
- パパと呼ばないで 第18話「聞いてくれるなおっかさん」（1973年、NTV / ユニオン映画） - 叔子の母親
- 雑居時代 第8話「親父だけが知っている」（1973年、NTV / ユニオン映画） - 飯田
- 助け人走る 第10話「水中大作戦」（1973年、ABC / 松竹） - みの
- ライオン奥様劇場/春泥尼（1975年、CX / NMC） - 仙秀
- 刑事くん4（1976年、TBS）